# Luc Bürgin
Luc Bürgin (sinh ngày 19 tháng 8 năm 1970 tại Basel) là một nhà văn, nhà nghiên cứu về luật pháp quốc tế và nhà báo người Thụy Sĩ. Từ năm 1995 đến 2002, Bürgin nghiên cứu văn học Đức, văn học dân gian, âm nhạc học, nghiên cứu truyền thông và xã hội học tại Đại học Basel. Ông từng là nhà báo của hãng tin Basler Zeitung Medien và là tổng biên tập của tờ Baslerstab. Ông được biết đến với các bài viết về thuyết âm mưu, khoa học phi chính thống và khoa học phổ thông. Một nhà phê bình mô tả ông là "Giáo hoàng và một hộp thư góp ý" cho "giới khảo cổ nghiệp dư của Đức". Từ tháng 1 năm 2004 đến cuối tháng 8 năm 2019, Bürgin là nhà xuất bản kiêm tổng biên tập tạp chí Mysteries-Magazin của Thụy Sĩ.

## Der Urzeit-Code
Được xuất bản vào năm 2007, cuốn sách của Bürgin có nhan đề Der Urzeit-Code (Luật Nguyên thủy), là một cuốn sách khoa học phổ thông liên quan đến một bằng sáng chế được cấp vào năm 1980 cho công ty hóa chất Ciba-Geigy (nay là Novartis), trong đó đề cập đến quy trình điện hóa, giúp tăng khả năng phục hồi của cây trồng và giảm việc sử dụng thuốc trừ sâu trên cây trồng đã qua xử lý. Cuốn sách trình bày chi tiết các báo cáo và phỏng vấn ghi lại tác động của quá trình điện hóa mà trước đây chưa được giải thích một cách khoa học. Trong cuốn sách, Bürgin trình bày kỹ thuật điện hóa như một giải pháp thay thế thân thiện với môi trường hơn cho kỹ thuật di truyền.

## Tác phẩm
- Götterspuren: Der neue UFO-Report. Herbig, München 1993, ISBN 3-7766-1806-X.
- Mystery: Neue Beweise für das Unerklärliche. Kopp, Rottenburg 2012, ISBN 978-3864450495.
- UFOs über der Schweiz: Das Dossier der Luftwaffe. Kopp, Rottenburg 1999, ISBN 3-930219-27-1.
- Lexikon der verbotenen Archäologie: Mysteriöse Relikte von A bis Z. Kopp, Rottenburg 2009, ISBN 978-3942016148.
- Mondblitze: Unterdrückte Entdeckungen in Raumfahrt und Wissenschaft. Herbig, München 1994, ISBN 3-7766-1849-3.
- Chinas mysteriöses Höhlenlabyrinth: Die unterirdische Welt von Huangshan, Kopp, Rottenburg 2013, ISBN 3864450586
- Rätsel der Archäologie: Unerwartete Entdeckungen, unerforschte Monumente. Herbig, München 2003, ISBN 3-7766-2318-7.
- Chinas mysteriöses Höhlenlabyrinth: Die unterirdische Welt von Huangshan. Kopp, Rottenburg 2013, ISBN 978-3864450587.
- Der Urzeit-Code: Die ökologische Alternative zur umstrittenen Gen-Technologie. Herbig, München 2007, ISBN 3-7766-2534-1.
- Hochtechnologie im Altertum: Flüsternde Steine, magische Spiegel, ewiges Licht. Kopp, Rottenburg 2003, ISBN 3-930219-67-0.
- Irrtümer der Wissenschaft: Verkannte Genies, Erfinderpech und kapitale Fehlurteile. Herbig, München 1997, ISBN 3-7766-1986-4.
- Das Wunder Mirin Dajo: Der unverletzbare Prophet und seine paranormalen Kräfte. Kopp, Rottenburg 2004, ISBN 3-930219-74-3.
- Psst... streng vertraulich: Brisante Enthüllungen, die man Ihnen verheimlichen wollte. Kopp, Rottenburg 2006, ISBN 3-938516-36-4.
- Geheimakte Archäologie: Unterdrückte Entdeckungen, verschollene Schätze, bizarre Funde. Bettendorf, München 1998, ISBN 3-7766-7002-9.